# Badalona
Badalona – gmina w północno-wschodniej Hiszpanii, przedmieścia Barcelony. Położona jest w prowincji Barcelona, w regionie Katalonia, nad Morzem Śródziemnym. Z Barceloną graniczy od południa. W 2017 roku mieszkało tam ponad 215 tysięcy mieszkańców.

## Gospodarka
W mieście rozwinął się przemysł włókienniczy, chemiczny, metalowy oraz materiałów budowlanych..

## Transport

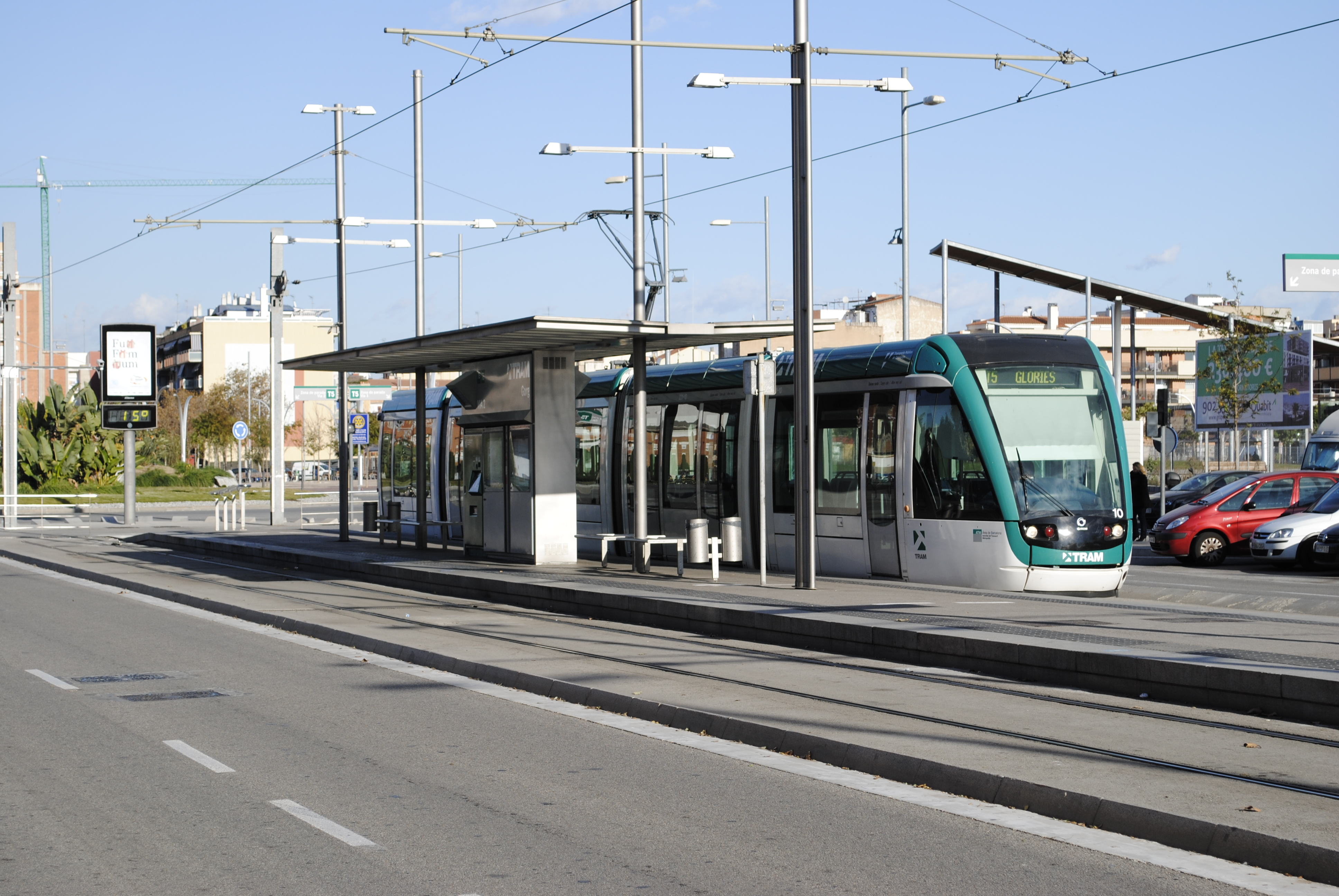
Tramwaj w Badalonii

W miejscowości znajduje się stacja kolejowa Badalona linii kolejowej R1 obsługiwanej przez Rodalies de Catalunya.
Dwie linie barcelońskiego metra docierają do Badalony: L2 i L10. Znajdują się tu stacje metra: Badalona Pompeu Fabra, Gorg, Bufalà, La Salut, Llefià, Artigues-Sant Adrià, Pep Ventura, Montigalà-Lloreda, Sant Roc i Sant Crist.
W miejscowości kursują tramwaje Trambesòs będące częścią systemu tramwajów w Barcelonie. Tramwaje zatrzymują się dwóch przystankach: Gorg i Sant Roc. Komunikacja autobusowa obsługiwana jest przez TUSGSAL oraz Transports Metropolitans de Barcelona.
Przez miejscowość przebiegają dwie autostrady: C-31 i B-20 (Ronda de Dalt), biegnące do Barcelony i w kierunku Tarragony.
W Badalonie funkcjonuje port rybacki oraz port jachtowy.

## Sport
W miejscowości działa klub piłkarski CF Badalona, który powstał w 1906 roku i grający obecnie w Segunda División B, trzeciej lidze hiszpańskiej. Funkcjonuje tu również klub koszykarski Joventut Badalona i klub futbolu amerykańskiego AFA Badalona Dracs. Największą halą sportową jest Palau Municipal d’Esports de Badalona o pojemności 12 500 widzów.

## Galeria

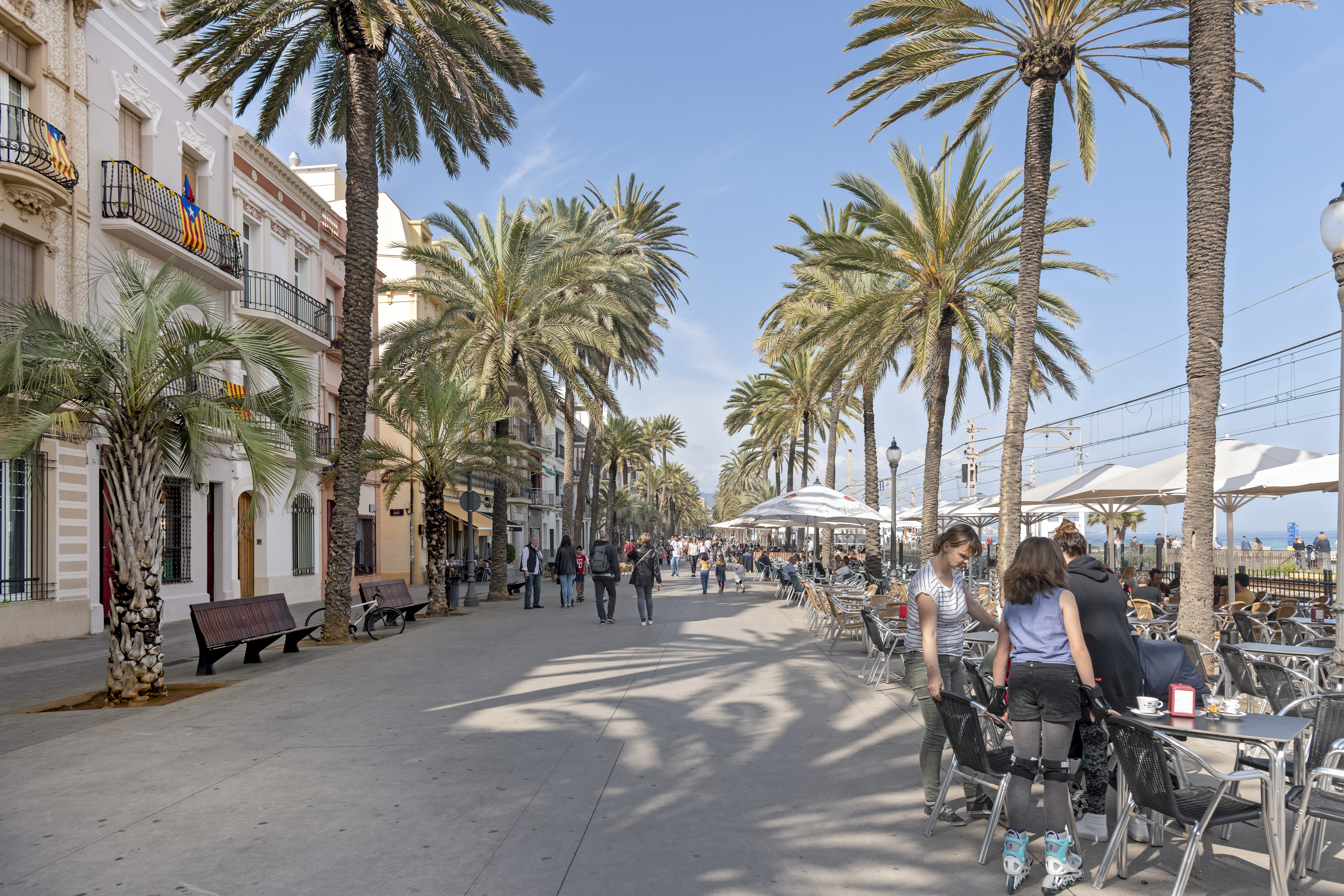
Rambla de Badalona
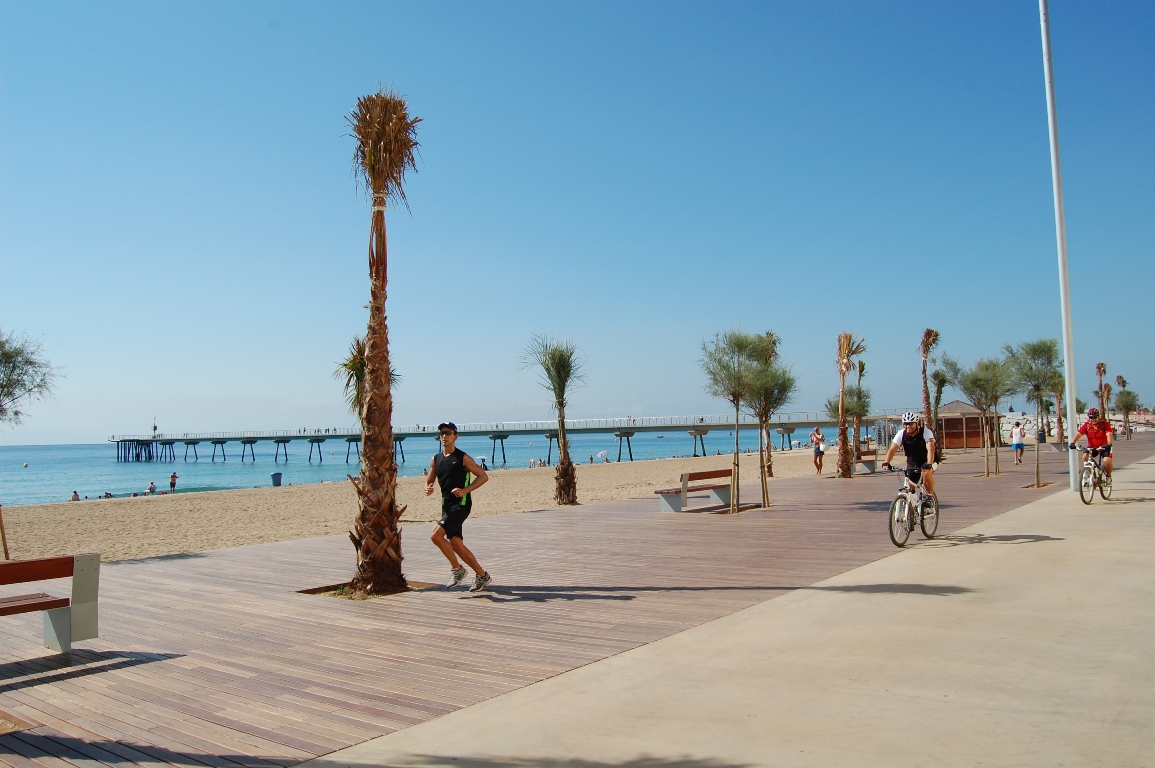
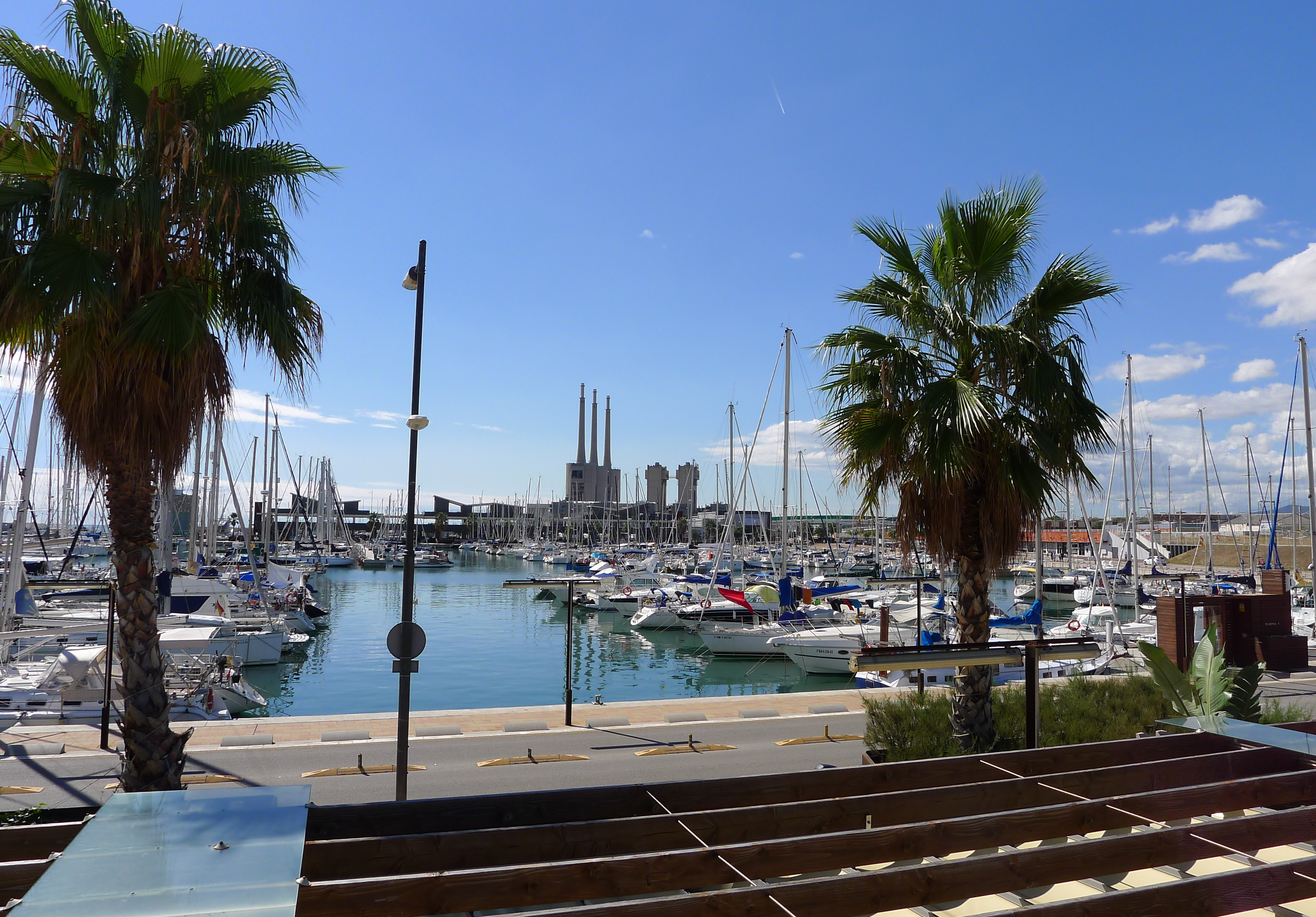
Port jachtowy
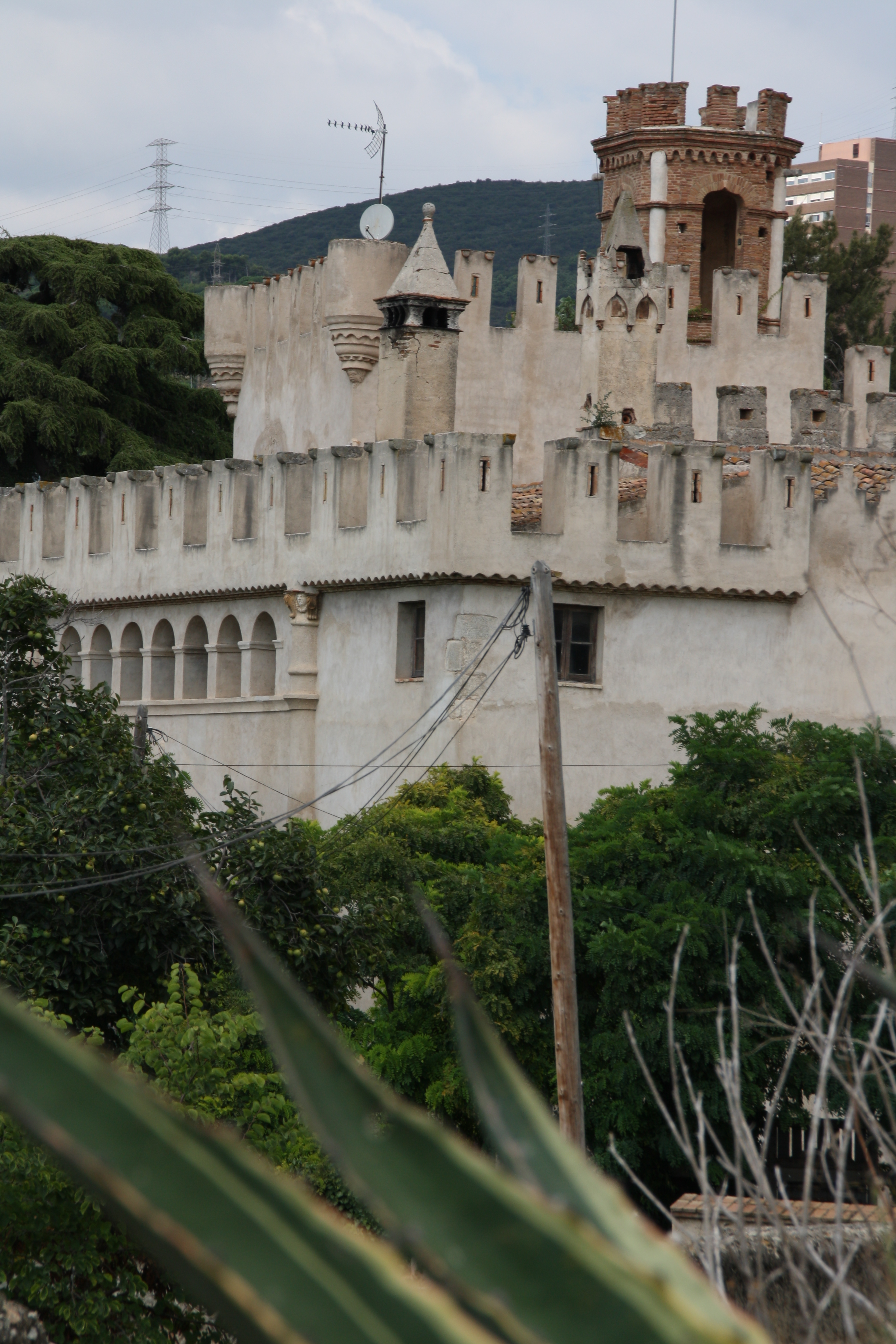
Castell de Godmar (Zamek Godmara)

## Klimat
| Miesiąc                                                                                                | Sty  | Lut  | Mar  | Kwi  | Maj  | Cze  | Lip  | Sie  | Wrz  | Paź  | Lis  | Gru  | Roczna |
| --- | ---- | ---- | ---- | ---- | ---- | ---- | ---- | ---- | ---- | ---- | ---- | ---- | ------ |
| Średnie temperatury w dzień [°C]                                                                       | 13.7 | 14.1 | 15.7 | 17.4 | 20.2 | 23.7 | 26.8 | 27.9 | 24.8 | 21.5 | 17.2 | 14.4 | 19,8   |
| Średnie dobowe temperatury [°C]                                                                        | 10.1 | 10.7 | 12.5 | 14.2 | 17.4 | 21.3 | 24.3 | 25.0 | 21.8 | 18.3 | 13.7 | 11.0 | 16,7   |
| Średnie temperatury w nocy [°C]                                                                        | 6.7  | 7.2  | 9.3  | 11.0 | 14.6 | 18.6 | 21.7 | 21.8 | 18.8 | 15.1 | 10.3 | 7.6  | 13,6   |
| Opady [mm]                                                                                             | 43.8 | 36.3 | 36.3 | 41.8 | 49.7 | 37.2 | 25.2 | 49.3 | 78.4 | 80.9 | 54.4 | 41.2 | 575    |
| Średnia liczba dni z opadami                                                                           | 7.8  | 7.3  | 7.5  | 8.7  | 7.6  | 4.4  | 3.8  | 4.8  | 7.0  | 6.7  | 6.5  | 4.0  | 76,1   |
| Wilgotność [%]                                                                                         | 67.3 | 65.0 | 69.0 | 71.7 | 73.0 | 71.9 | 72.9 | 72.7 | 72.0 | 73.3 | 69.1 | 69.7 | 70,5   |
| Źródło: MeteoBDN (liczba dni z opadami dla wartości 0,1 mm, wysokość 30 m n.p.m., 1981-2010/2009-2017) |      |      |      |      |      |      |      |      |      |      |      |      |        |

## Miasta partnerskie
- Alcanar, Hiszpania
- San Fernando, Hiszpania
- Valparaíso, Chile
- San Miguel de Padrón, Kuba
- San Carlos, Nikaragua
- Montevideo, Urugwaj